# Jorge Guzmán
Jorge Luis Guzmán Rodríguez (Puerto Vallarta, 13 dicembre 2003) è un calciatore messicano, attaccante dell'Atlas.

## Caratteristiche tecniche
Di ruolo ala sinistra, può essere impiegato anche come terzino sulla stessa fascia oppure come seconda punta.

## Carriera
È cresciuto nel settore giovanile dell'Atlas ed ha debuttato in prima squadra il 12 settembre 2022 nell'incontro di Liga MX perso 3-1 contro l'Atlético San Luis. Il 26 luglio 2024 è passato in prestito allo York Utd, dove ha disputato 11 incontri in Canadian Premier League.
Nel gennaio del 2025 è rientrato all'Atlas che lo ha confermato in rosa.

## Statistiche

### Presenze e reti nei club
Statistiche aggiornate al 2 marzo 2025.
| Stagione        | Squadra         | Campionato      | Campionato | Campionato | Coppe nazionali | Coppe nazionali | Coppe nazionali | Coppe continentali | Coppe continentali | Coppe continentali | Altre coppe | Altre coppe | Altre coppe | Totale | Totale | Totale |
| Stagione        | Squadra         | Comp            | Pres       | Reti       | Comp            | Pres            | Reti            | Comp               | Pres               | Reti               | Comp        | Pres        | Reti        | Pres   | Reti   |        |
| --------------- | --------------- | --------------- | ---------- | ---------- | --------------- | --------------- | --------------- | ------------------ | ------------------ | ------------------ | ----------- | ----------- | ----------- | ------ | ------ | ------ |
| 2022-2023       | Atlas           | LMX             | 4          | 0          | -               | -               | -               | CCC                | 0                  | 0                  | -           | -           | -           | 4      | 0      |        |
| 2023-2024       | Atlas           | LMX             | 18         | 0          | -               | -               | -               | -                  | -                  | -                  | LC          | 3           | 0           | 21     | 0      |        |
| lug.-dic. 2024  | York Utd        | CPL             | 11         | 0          | CC              | 0               | 0               | -                  | -                  | -                  | -           | -           | -           | 11     | 0      |        |
| gen.-giu. 2025  | Atlas           | LMX             | 9          | 0          | -               | -               | -               | -                  | -                  | -                  | -           | -           | -           | 9      | 0      |        |
| Totale carriera | Totale carriera | Totale carriera | 42         | 0          |                 | 0               | 0               |                    | 0                  | 0                  |             | 3           | 0           | 45     | 0      |        |

## Palmarès

### Club

#### Competizioni nazionali
- Supercoppa del Messico: 1

Atlas: 2022